# Новодмитрівська сільська рада (Великоолександрівський район)
Но́водми́трівська сільська́ ра́да — адміністративно-територіальна одиниця та орган місцевого самоврядування в Великоолександрівському районі Херсонської області. Адміністративний центр — село Новодмитрівка.

## Загальні відомості
- Територія ради: 2,774 км²
- Населення ради: 1 075 осіб (станом на 2001 рік)
- Територією ради протікає річка Інгулець

## Населені пункти
Сільській раді підпорядковані населені пункти:
- с. Новодмитрівка

## Склад ради
Рада складається з 15 депутатів та голови.
- Голова ради:

### Керівний склад попередніх скликань
| Прізвище, ім'я, по батькові | Основні відомості                                                         | Дата обрання | Дата звільнення |
| --------------------------- | ------------------------------------------------------------------------- | ------------ | --------------- |
| Зінченко Олег Володимирович | Сільський голова, 1951 року народження, член Комуністичної партії України | 26.03.2006   | 31.10.2010      |

Примітка: таблиця складена за даними сайту Верховної Ради України

### Депутати
За результатами місцевих виборів 2010 року депутатами ради стали:

#### За суб'єктами висування
| Суб'єкт висування            | Кількість обраних депутатів | %    |
| ---------------------------- | --------------------------- | ---- |
| Партія регіонів              | 6                           | 40   |
| Партія «Демократичний Союз»  | 4                           | 26,7 |
| Комуністична партія України  | 2                           | 13,3 |
| Самовисування                | 2                           | 13,3 |
| Соціалістична партія України | 1                           | 6,7  |

#### За округами
| № округу                     | Прізвище, ім'я, по батькові        | Дата визнання обраним | Освіта             | Партійна приналежність             | Відомості про обраного депутата                           |
| ---------------------------- | ---------------------------------- | --------------------- | ------------------ | ---------------------------------- | --------------------------------------------------------- |
| Комуністична партія України  |                                    |                       |                    |                                    |                                                           |
| 11                           | Парфьонова Оксана Миколаївна       | 02.11.2010            | середня спеціальна | член Комуністичної партії України  | Новодмитрівський дошкільний навчальний заклад, вихователь |
| 14                           | Солонець Зінаїда Іванівна          | 02.11.2010            | середня            | член Комуністичної партії України  | тимчасово не працює                                       |
| Партія «Демократичний Союз»  |                                    |                       |                    |                                    |                                                           |
| 5                            | Віговська Віктор Володимирович     | 02.11.2010            | середня спеціальна | член Партії «Демократичний Союз»   | тимчасово не працює                                       |
| 6                            | Деркач Олександра Василівна        | 02.11.2010            | вища               | член Партії «Демократичний Союз»   | тимчасово не працює                                       |
| 8                            | Чекамова Лариса Іванівна           | 02.11.2010            | середня спеціальна | член Партії «Демократичний Союз»   | Новодмитрівська загальноосвітня школа, медсестра          |
| 15                           | Яцик Олена Констянтинівна          | 02.11.2010            | середня спеціальна | член Партії «Демократичний Союз»   | тимчасово не працює                                       |
| Партія регіонів              |                                    |                       |                    |                                    |                                                           |
| 1                            | Горбунова Оксана Миколаївна        | 09.11.2010            | середня            | член Партії регіонів               | тимчасово не працює                                       |
| 2                            | Чайковська Людмила Іванівна        | 02.11.2010            | незакінчена вища   | член Партії регіонів               | пенсіонер                                                 |
| 7                            | Стеценко Сергій Ілліч              | 02.11.2010            | середня            | член Партії регіонів               | орендатор                                                 |
| 9                            | Швець Людмила Анатоліївна          | 02.11.2010            | вища               | член Партії регіонів               | пенсіонер                                                 |
| 12                           | Зенін Леонід Володимирович         | 02.11.2010            | середня спеціальна | член Партії регіонів               | Новодмитрівський Будинок культури, завідувач              |
| 13                           | Кущак Юрій Сергійович              | 02.11.2010            | вища               | член Партії регіонів               | тимчасово не працює                                       |
| Соціалістична партія України |                                    |                       |                    |                                    |                                                           |
| 10                           | Галустян Сейран                    | 02.11.2010            | середня            | член Соціалістичної партії України | приватний підприємець                                     |
| Самовисування                |                                    |                       |                    |                                    |                                                           |
| 3                            | Цвігуненко Валентина Володимирівна | 02.11.2010            | вища               | позапартійна                       | Новодмитрівська загальноосвітня школа, вчитель            |
| 4                            | Огійко Тетяна Михайлівна           | 02.11.2010            | середня            | позапартійна                       | магазин «Водолій», продавець                              |